# Стоян Стоянов (политик)
Вижте пояснителната страница за други личности с името Стоян Стоянов.
Стоян Пейков Стоянов е български офицер, генерал-майор и политик от Българската комунистическа партия (БКП), днес Българска социалистическа партия. Той изпълнява за кратко длъжността министър на вътрешните работи през 1990 година.

## Биография
Стоян Стоянов е роден на 14 юли 1945 година в Хасково. Завършва Политехническия институт в Ленинград, след което работи като ръководител на Окръжния център за техническо и научно творчество на младежта. След това е началник на Производствения отдел на Завода за металорежещи машини. От 1973 до 1978 е на служба в номенклатурата на Димитровския комунистически младежки съюз, като достига до поста секретар на неговия Централен комитет (ЦК). От 1978 до 1980 година е секретар, а от 1980 до 1987 година – първи секретар на Окръжния комитет на БКП в Хасково. По това време протича най-активната фаза на т.нар. Възродителен процес. Член е на Централния съвет на Българските професионални съюзи.
От 1986 година Стоян Стоянов е член на ЦК на БКП, а от 31 юли 1987 г. до 2 август 1990 – първи заместник-министър на вътрешните работи. През август 1990 година за около месец изпълнява длъжността вътрешен министър в първото правителство на Андрей Луканов. От 1990 година срещу него се води дело за това, че издава забрана за използване на оръжие от полицията при подпалването на Партийния дом на 26 август 1990 година. То е прекратено през 1995 година. През 1991 г. излиза в запас като генерал-майор. В периода 1992 – 2002 г. ръководи частен бизнес. От 2004 до 2006 г. е председател на УС на Токуда банк.
Стоян Стоянов умира на 12 юли 2020 година след продължителна борба с коварна болест – левкемия.